# 그루터
그루터(GRUTER)는 대한민국의 빅데이터 플랫폼 및 소셜 데이터 분석 전문 기업이다.

## 제품
- 아차피 타조(Apache Tajo)(Tajo)[1]
  - 아파치 하둡 기반의 빅데이터 웨어하우스 솔루션으로 Sql on hadoop 기술로 분류된다. 링크드인, SK 텔레콤 등, 국내외의 개발자와 함께 그루터가 개발을 리드하면서 발전시켜 나가는 아파치 재단의 오픈소스이다.

- 클라우몬(Cloumon)
  - 하둡 및 하둡 에코시스템에 대한 모니터링 및 관리 솔루션으로서 클라우데라(Cloudera)의 Enterprize Manager등과 비견되는 솔루션.[2][3][4]

- 쿠바(qoobah)
  - 하둡 에코시스템과 그루터의 솔루션이 결합된 빅데이터 플랫폼.

- Seenal
  - 소셜 데이터 분석 서비스.[5][6][7] 2014년 서비스 종료.